# Jonas Deichmann

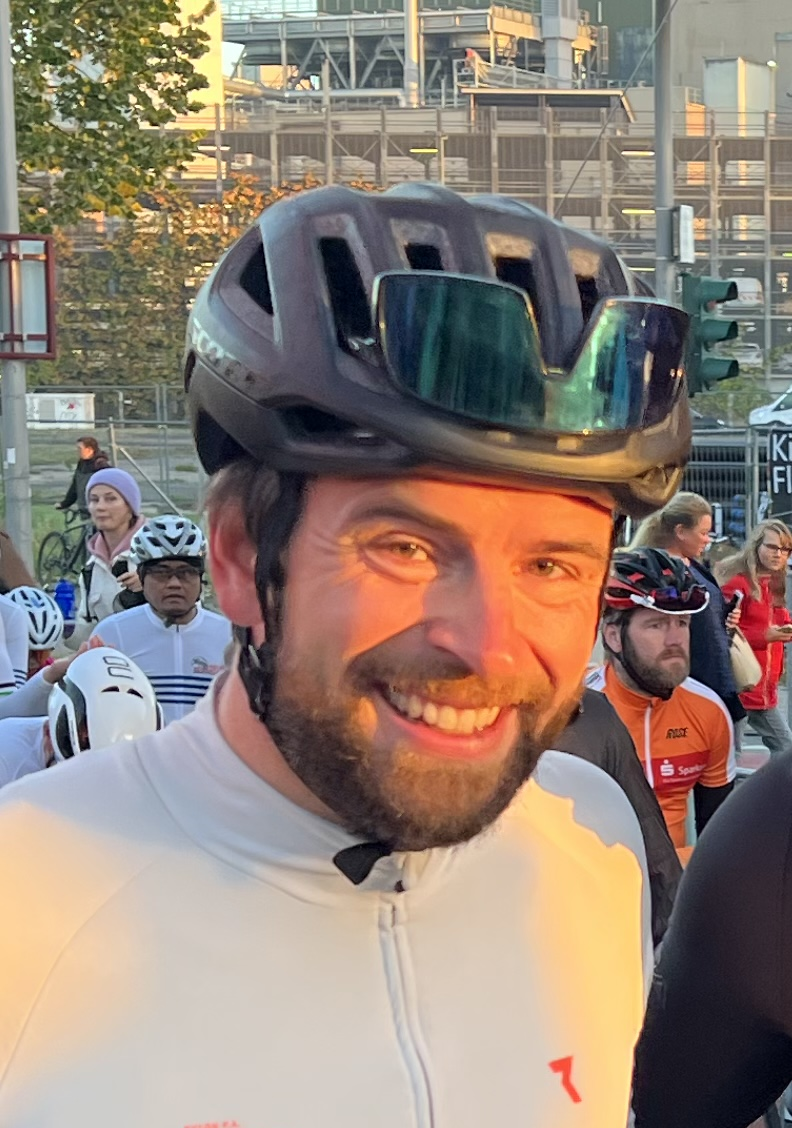
Jonas Deichmann (2023)

Jonas Deichmann (* 15. April 1987 in Stuttgart) ist ein deutscher Extremsportler. Er fuhr als Extrem-Radfahrer mehrere Ultralang-Distanzen und ist Inhaber von mehreren Weltrekorden. Abgesehen vom Radfahren betreibt Deichmann Ultraläufe und Triathlons.

## Leben

### Ausbildung und Beruf
Jonas Deichmann wuchs in Grunbach sowie im benachbarten Pforzheim auf, wo er die Fritz-Erler-Schule besuchte. Er schloss sein Bachelorstudium an der Jönköping International Business School und sein Masterstudium an der Copenhagen Business School ab.
Bis Anfang 2018 arbeitete Deichmann als Sales Manager bei einer IT-Firma aus Schweden. Mit Unterstützung seines Arbeitgebers gelang Deichmann die Eurasia-Ultralang-Distanzfahrt mit dem Fahrrad, die er ohne zusätzliches Versorgungsteam und auch ohne weitere Begleitung absolvierte. Seit 2018 ist Deichmann mit seiner Firma Jonas Deichmann Adventures selbstständiger Extremsportler und Abenteurer. Er tritt zudem als Motivations-Vortragsredner auf.

### Sport

#### 2017–2019: Fahrrad-Extremtouren
Im Sommer 2017 fuhr er die Strecke von 14.331 Kilometern mit dem Fahrrad von Cabo da Roca in Portugal (Start am 2. Juli 2017) bis nach Wladiwostok in Russland in 64 Tagen, 2 Stunden und 25 Minuten und stellte auf dieser Distanz gleich zwei Weltrekorde auf. Für die 6400 Kilometer lange Teilstrecke von Cabo da Roca bis Ufa, also die Durchquerung des europäischen Festlands, benötigte er 25 Tage, 3 Stunden und 38 Minuten.
Zwischen dem 19. August 2018 und dem 24. November 2018 legte Deichmann die 23.112 Kilometer lange Strecke von Prudhoe Bay im nördlichen Teil Alaskas bis nach Ushuaia in Feuerland in der neuen Weltrekordzeit von 97 Tagen, 21 Stunden und 10 Minuten zurück. Auf seiner Fahrt fuhr er durch 14 Staaten, durchquerte fünf Zeitzonen und überwand dabei 195.800 Höhenmeter. Der bisherige Weltrekord für die Fahrt auf der Panamericana mit dem Fahrrad lag bei 125 Tagen. Für den südamerikanischen Teil benötigte Deichmann 44 Tage für seine unbegleitete Fahrt. Der bisherige Rekord lag bei 58 Tagen.
Vom 8. September 2019 bis zum 19. November 2019 unternahm er eine weitere Rekordfahrt vom Nordkap nach Kapstadt in 72 Tagen, 7 Stunden und 27 Minuten. Die rund 18.000 Kilometer lange Fahrt schaffte er damit 30 Tage schneller als der bisherige Rekordhalter. Zu Beginn begleitete ihn der Düsseldorfer Fotograf und Langstreckenfahrer Philipp Hympendahl.

#### 2020/2021: Triathlon um Deutschland und Triathlon 360°

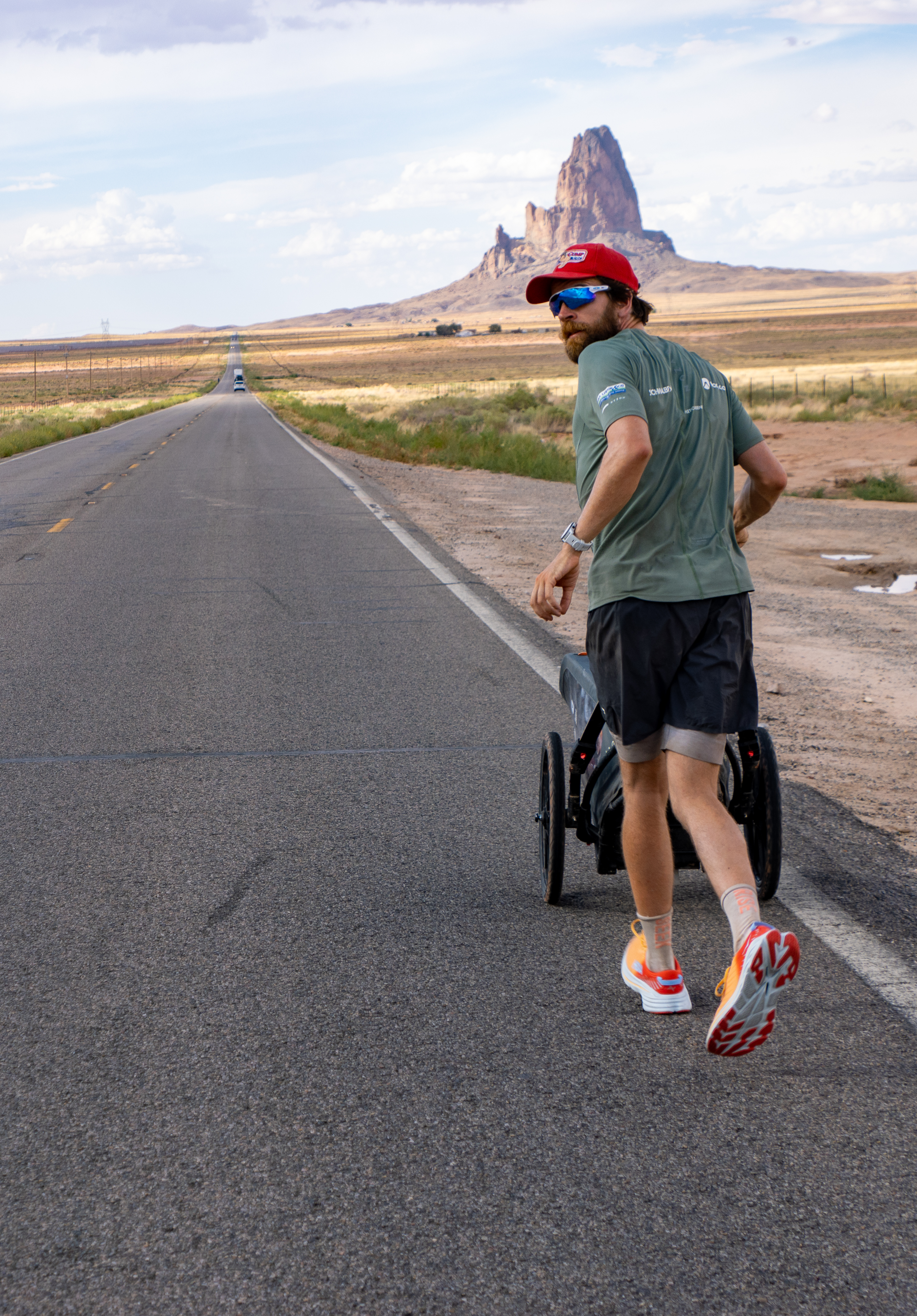
Deichmann im Monument Valley (2023)

Am 22. Juli 2020 startete er zu einem Triathlon um Deutschland, wobei er die 16-fache Ironman-Distanz alleine zurücklegte. Sein Triathlon begann in Lindau, von wo aus er 60 Kilometer nach Bodman durch den Bodensee schwamm. Im Anschluss fuhr er mit dem Rad im Uhrzeigersinn entlang der deutschen Grenze bis ins bayerische Zwiesel, wo er sein Fahrrad gegen Laufschuhe eintauschte und zurück nach Lindau lief. Für die gesamte Strecke benötigte er 31 Tage, wobei es nicht sein Ziel war, die Strecke schnellstmöglich zu absolvieren. Stattdessen sah er die Tour als Vorbereitung auf seinen „Triathlon 360°“, einen Triathlon um die gesamte Welt, den er am 26. September 2020 in München begann. Von München aus fuhr Deichmann mit dem Fahrrad über die Alpen bis ans Adriatische Meer.
Von dort schwamm er in 54 Tagen 450 Kilometer und stellte den Rekord für die längste Schwimmstrecke ohne Begleitboot auf. Auf dem weiteren Weg mit dem Fahrrad wurde er mehrfach von Grenzschließungen ausgebremst, so dass er eine Alternativroute durch das zu dieser Zeit bis zu minus 40 Grad kalte Sibirien bis nach Wladiwostok wählte. Da die USA wegen der COVID-19-Pandemie zu dieser Zeit für Ausländer gesperrt waren, flog er von Russland nach Mexiko, um dort den Laufpart anzutreten. In Mexiko erlangte er damit einen Prominentenstatus und wurde zeitweise von Live-Übertragungen und Polizeieskorten begleitet und als der „deutsche Forrest Gump“ bezeichnet. Nach 430 Tagen, rund 455 geschwommenen Kilometern sowie 21.000 per Rad zurückgelegten Kilometern und mehr als 5000 gelaufenen Kilometern, was in der Distanz etwa 120 Ironman-Wettbewerben entspricht, vollendete er am 29. November 2021 seine Soloweltumrundung. Hierzu entstanden der Dokumentarfilm Das Limit bin nur ich und ein gleichnamiges Buch.

#### 2023: Zweifache USA-Durchquerung
Am 30. Juni 2023 brach er zu seiner zweifachen USA-Durchquerung (Trans America Twice) auf, die er in New York City startete. Dabei durchquerte er rund 5.500 Kilometer und überwand rund 45.000 Höhenmeter westwärts mit dem Rad bis Los Angeles, und zurück gut 5.000 Kilometer und gut 38.800 Höhenmeter ostwärts zu Fuß auf einer etwas südlicher verlaufenden Route als die Radstrecke. Am 4. November 2023 erreichte er wieder New York.

#### 2024: 120 Triathlon-Langdistanzen
Für das Jahr 2024 kündigte Jonas Deichmann an, ab dem 9. Mai an 120 Tagen in Folge die Ironman-Distanz auf der Originalstrecke der Challenge Roth zu absolvieren.
Der Start erfolgte am besagten Tag kurz nach 7:00 Uhr.
Seit dem 22. August 2024 ist er neuer Weltrekordinhaber, indem er den bisherigen Rekord von Sean Conway von 105 Langdistanzen an 105 aufeinanderfolgenden Tagen überbot. Das Projekt endete am 5. September 2024 nach 120 Langdistanzen in Folge, was somit auch den neuen Weltrekord darstellt. Deichmann kündigte an, sich erstmal eine kurze Auszeit zu nehmen und abzutrainieren.
Dokumentiert wurde das gesamte Projekt täglich auf seinem Instagram-Kanal und in regelmäßigen Update-Videos auf Youtube.

## Publikationen
- Das Limit bin nur ich. Wie ich als erster Mensch die Welt im Triathlon umrundete – Triathlon 360 Degree. Polyglott Verlag, 2021, ISBN 978-3-8464-0801-8.
- mit Philipp Hympendahl, Tim Farin: Cape to Cape. In Rekordzeit mit dem Fahrrad vom Nordkap bis nach Südafrika. Delius Klasing Verlag, 2020, ISBN 978-3-667-11967-4.
- mit Alexander Doujak: Der Schokoriegel-Effekt: Mit einfachen Mitteln große Ziele erreichen. Gräfe und Unzer Autorenverlag, 2023, ISBN 978-3-8338-8816-8.
- mit Martin Waller: Weil ich es kann! Wie ich als erster Mensch 120 Ironman-Distanzen in 120 Tagen schaffte. Verlag Waller Dengler, München 2024, ISBN 978-3-000-79698-2.

## Filmografie
- Cape to Cape, Finnland 2021, 102 Minuten, Regie: Pasi Sauna-aho, Pål Laukli.
- Miles Ahead, Deutschland 2021, 17 Minuten, Regie: Paula Flach.
- Das Limit bin nur ich, Deutschland 2022, 105 Minuten, Regie: Markus Weinberg, Steffi Rostoski.
- Crossing America, Vereinigte Staaten 2024, 54 Minuten. Regie: Markus Weinberg.